# Elisabeth Maier
Elisabeth Maier (Calgary, 17 marzo 1994) è una skeletonista canadese.
Nata Vathje, nel 2018 ha assunto il cognome Maier in seguito al matrimonio con il bobbista austriaco Benjamin Maier.

## Biografia
Pratica lo skeleton dall'età di 14 anni. Iniziò a gareggiare per la squadra canadese nel 2010 competendo inizialmente nella Coppa Nordamericana, competizione che si aggiudicò poi nella stagione 2013/2014, e dal 2014 anche in Coppa Europa, piazzandosi al terzo posto della graduatoria finale nel 2014/15. Si distinse inoltre nelle categorie giovanili ai mondiali juniores vincendo la medaglia d'argento a Winterberg 2014.

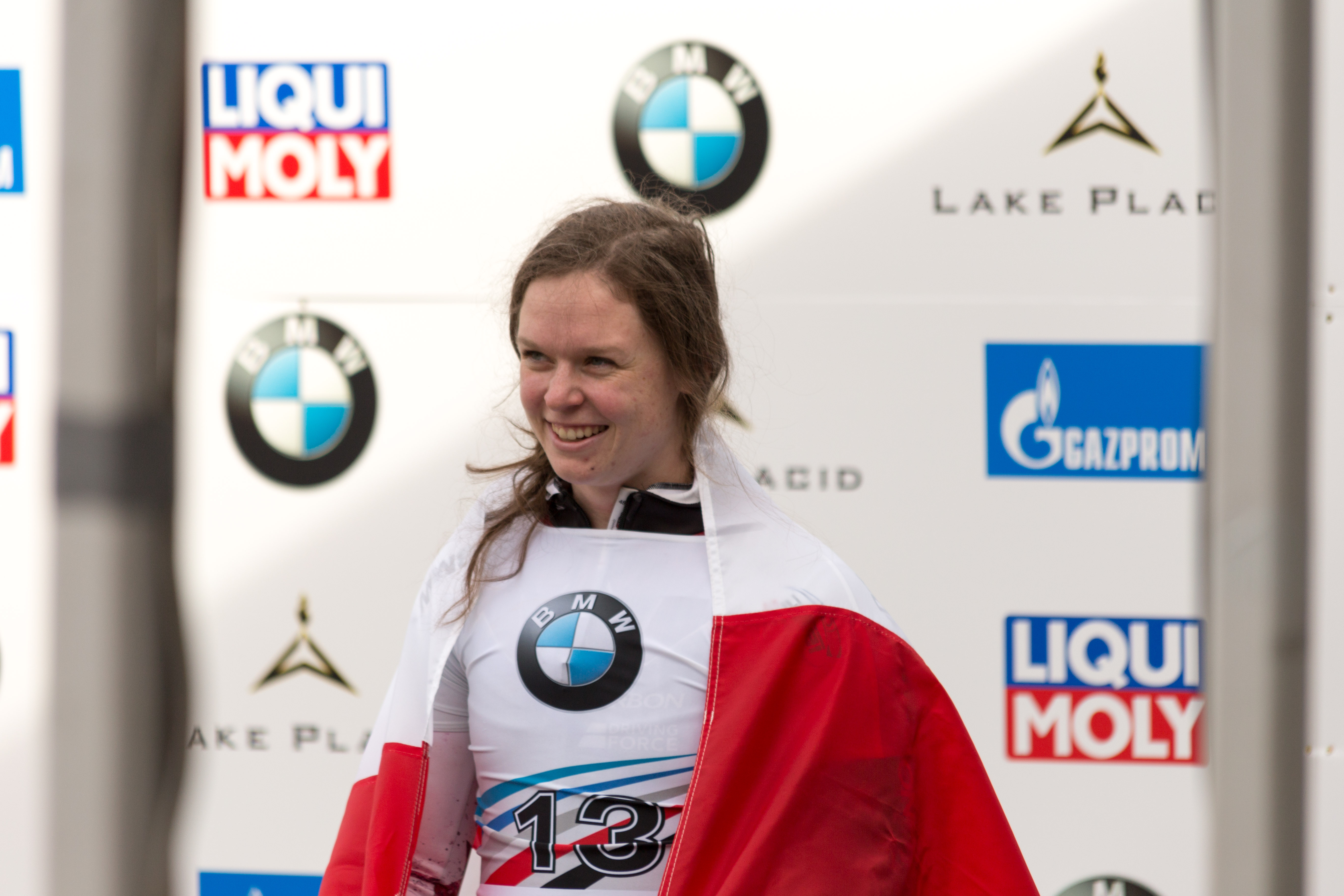
Elisabeth Vathje a Lake Placid nel 2017 durante la prima tappa di Coppa del Mondo 2017/18

Debuttò in Coppa del Mondo nella stagione 2014/15 il 12 dicembre 2014 a Lake Placid, occasione in cui ottenne anche il suo primo podio (2ª nel singolo); vinse la sua prima gara nel weekend seguente, il 19 dicembre a Calgary sempre nella gara individuale. In classifica generale detiene quale miglior piazzamento il terzo posto ottenuto nel 2017/18.
Prese parte ai Giochi olimpici invernali di Pyeongchang 2018, classificandosi al nono posto nel singolo.

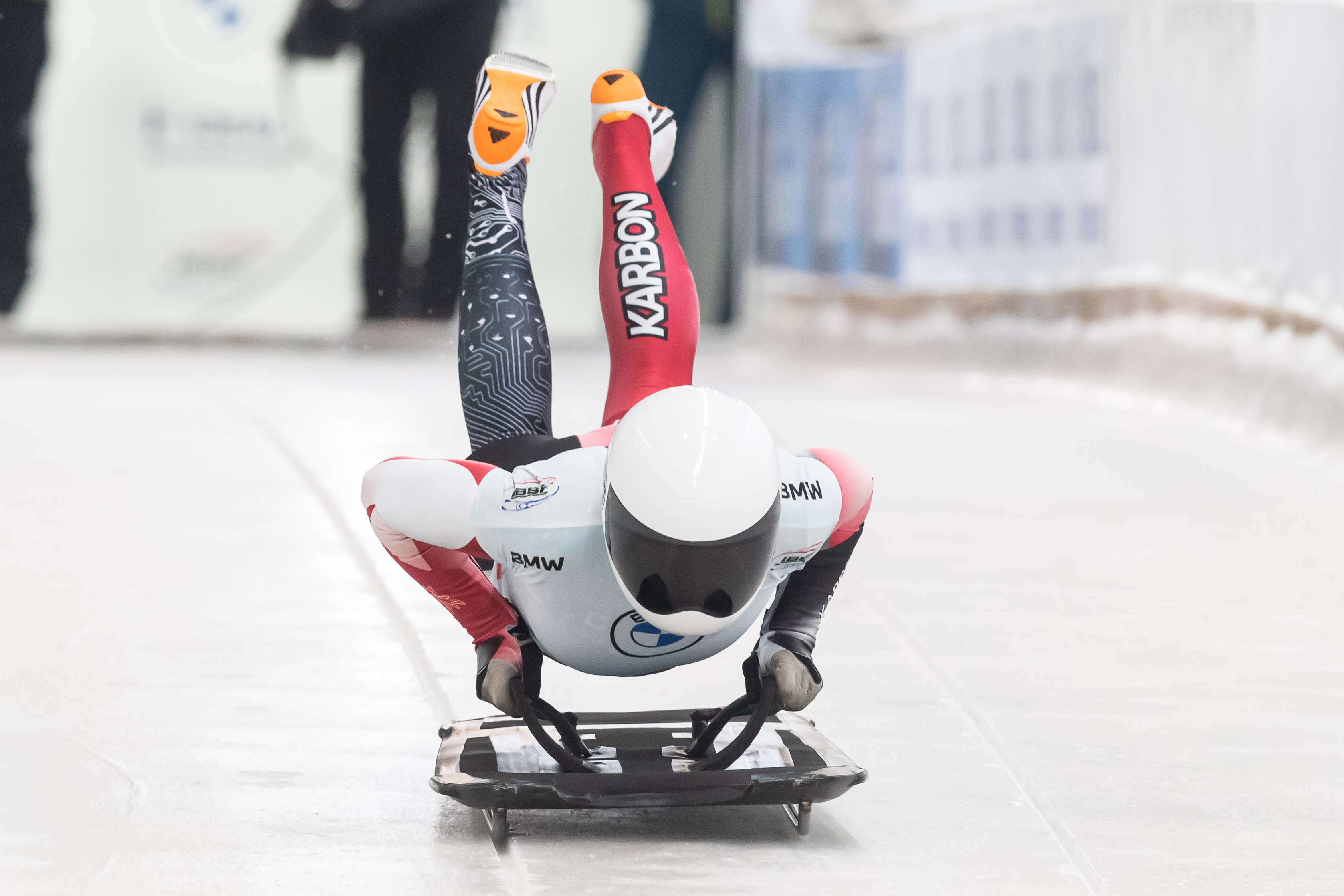
Elisabeth Maier in gara ai campionati mondiali di Altenberg 2021

Ha preso inoltre parte a cinque edizioni dei campionati mondiali conquistando in totale una medaglia di bronzo. Nel dettaglio i suoi risultati nelle prove iridate sono stati, nel singolo: medaglia di bronzo a Winterberg 2015, sesta a Igls 2016, sesta a Schönau am Königssee 2017, decima a Whistler 2019 e diciottesima ad Altenberg 2021; nella gara a squadre: medaglia di bronzo a Winterberg 2015, ottava a Igls 2016, settima a Whistler 2019 e decima ad Altenberg 2021.

## Palmarès

### Mondiali
- 2 medaglie:
  - 2 bronzi (singolo, gara a squadre a Winterberg 2015).

### Mondiali juniores
- 1 medaglia:
  - 1 bronzo (singolo a Winterberg 2014).

### Coppa del Mondo
- Miglior piazzamento in classifica generale: 3ª nel 2017/18.
- 12 podi (tutti nel singolo):
  - 3 vittorie;
  - 7 secondi posti:
  - 2 terzi posti.

#### Coppa del Mondo - vittorie
| Data             | Luogo      | Paese    | Disciplina |
| ---------------- | ---------- | -------- | ---------- |
| 19 dicembre 2014 | Calgary    | Canada   | singolo    |
| 2 dicembre 2016  | Whistler   | Canada   | singolo    |
| 15 gennaio 2017  | Winterberg | Germania | singolo    |

### Campionati canadesi
- 1 medaglia:
  - 1 bronzo (singolo a Calgary 2015[2]).

### Circuiti minori

#### Coppa Intercontinentale
- Miglior piazzamento in classifica generale: 12ª nel 2020/21.

#### Coppa Europa
- Miglior piazzamento in classifica generale: 3ª nel 2014/15;
- 4 podi (nel singolo):
  - 1 vittoria;
  - 3 terzi posti.

#### Coppa Nordamericana
- Vincitrice della Coppa Nordamericana nel 2013/14;
- 8 podi (nel singolo):
  - 2 vittorie;
  - 2 secondi posti;
  - 4 terzi posti.